# ポワチエ
ポワチエ（Poitiers）またはポワティエは、フランス西部に位置するコミューンで、ヴィエンヌ県の県庁所在地である。
ヴィエンヌ県で最も人口が多いコミューンである。周辺のコミューンも含めて人口261,795人の都市圏を形成する。

## 地理

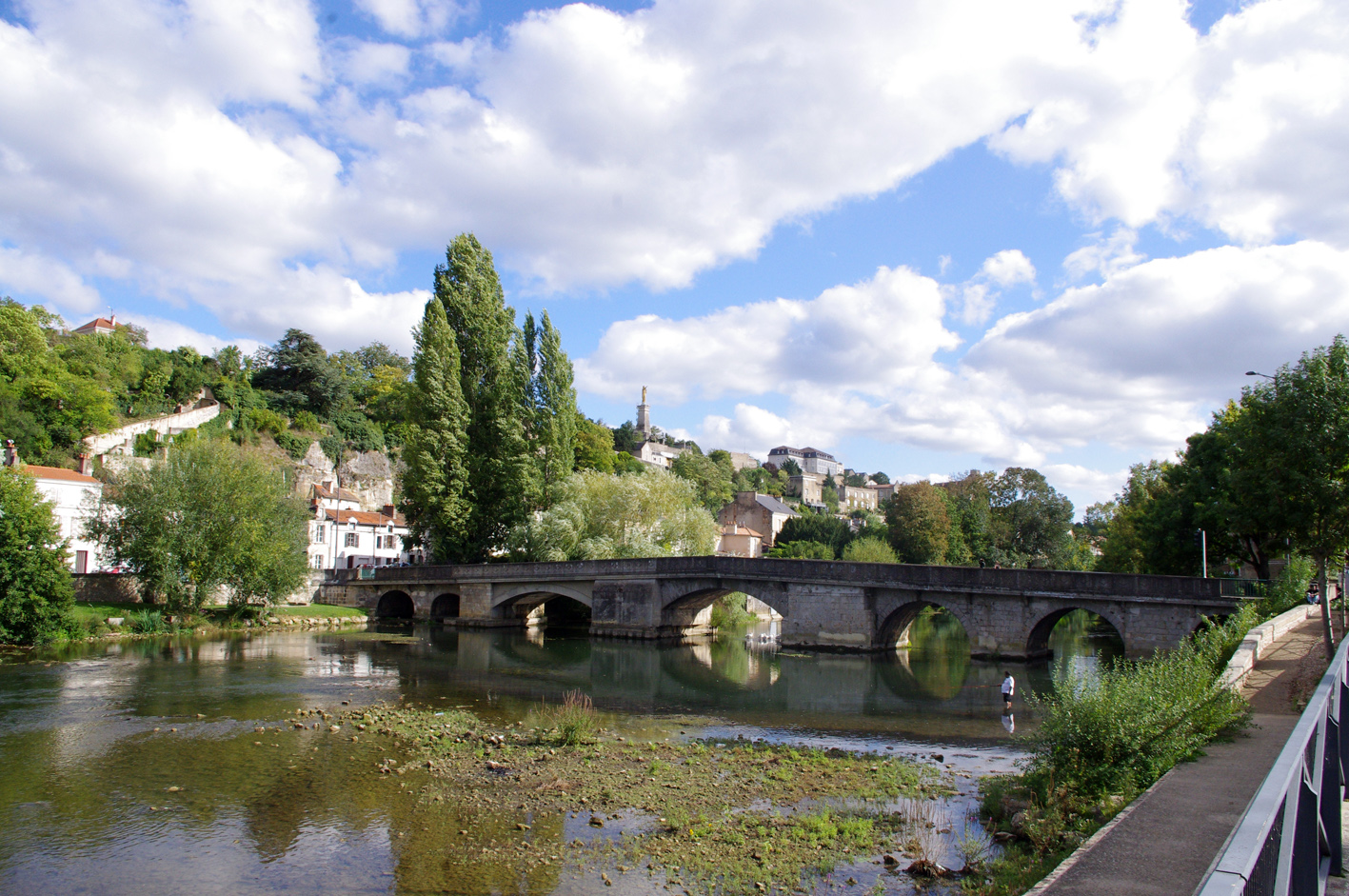
ポワチエを流れるクラン川とジュベール橋

ポワチエのまちは、西へ向かえばアルモリカ山塊、東へ向かえば中央高地という、スイユ・ド・ポワチエ（seuil de Poitiers）と呼ばれる低地の交差路にある。したがって、パリ盆地からアキテーヌ盆地の間を容易に通行できる地ということになる。ポワチエはパリの南西340kmにあり、リモージュとは130km、ナントとは180km、ボルドーとは220kmの距離にある。このように、ポワチエは商業においても軍事においても有利な位置にある。
ポワチエの位置は、ボワヴル川とクラン川の谷の間にある広いスパテュラ状の突端で、標高は50mほどである。河川は深い谷を刻んでいる。この突端は、トランシェ（切り越しを意味する）と呼ばれる細い通路で平野とつながっている。トランシェの名称は、この通路を溝が切断することと、ポワチエを他の地方から孤立させることに由来する。2つの河川は、ジュベール橋とサン＝シプリアン橋のある浅瀬で交差する。
ポワチエの市街は川の両岸に広がっており、特に、大学キャンパスや病院地区、商業地区、住宅地のある東、フュテュロスコープ・テクノポールのある北部に向かって伸びている。

## 歴史
ポワチエは3度の大きな戦闘にその名を残している。
- 507年 - ポワチエの戦いまたはヴイエの戦いは、ポワチエ北西部でクローヴィス1世が西ゴート王アラリック2世に勝利した。この勝利で、フランク王国はロワール渓谷からピレネー山脈までの間の領域全体の征服が可能となった。
- 732年 - トゥール・ポワティエ間の戦い。ポワチエ北部に接するヴヌイユ＝シュル＝ヴィエンヌで起きた戦闘で、カール・マルテル指揮下のフランク王国がムーア人とその同盟軍に勝利した。
- 1356年 - ポワティエの戦い。ポワチエ南部ヌアイエ＝モーペルテュイにて起きた戦闘。エドワード黒太子率いるイングランド軍がジャン2世率いるフランス軍に勝利した。

### 古代
カエサルが到達したとき、ケルトのオッピドゥムであるLemonumまたはLimonumとして、既にこの地にまちがあった。lemo-またはlimo-はガリア語が起源で、ニレ（フランス語でorme）を意味していた。ニレを意味するラテン語ulmusと同じ、印欧語起源である。まちは1世紀にローマを模範として都市が変えられ、大きな円形闘技場（1857年に残っていた円形闘技場は破壊されている）、浴場、少なくとも3つの水道橋を備えていた。2世紀にまちは、アクイタニアの州都となることができた。
4世紀、高さ6mある厚い壁で2.5kmにわたってポワチエは囲まれていた。同じ頃、聖イラリウスがまちをキリスト教化し、この時期からサン＝ジャン洗礼堂の基礎が築かれた。都市は最終的にポワチエの名を採用した。これはガリアの部族ピクトン人の人々に関連する。

### 中世

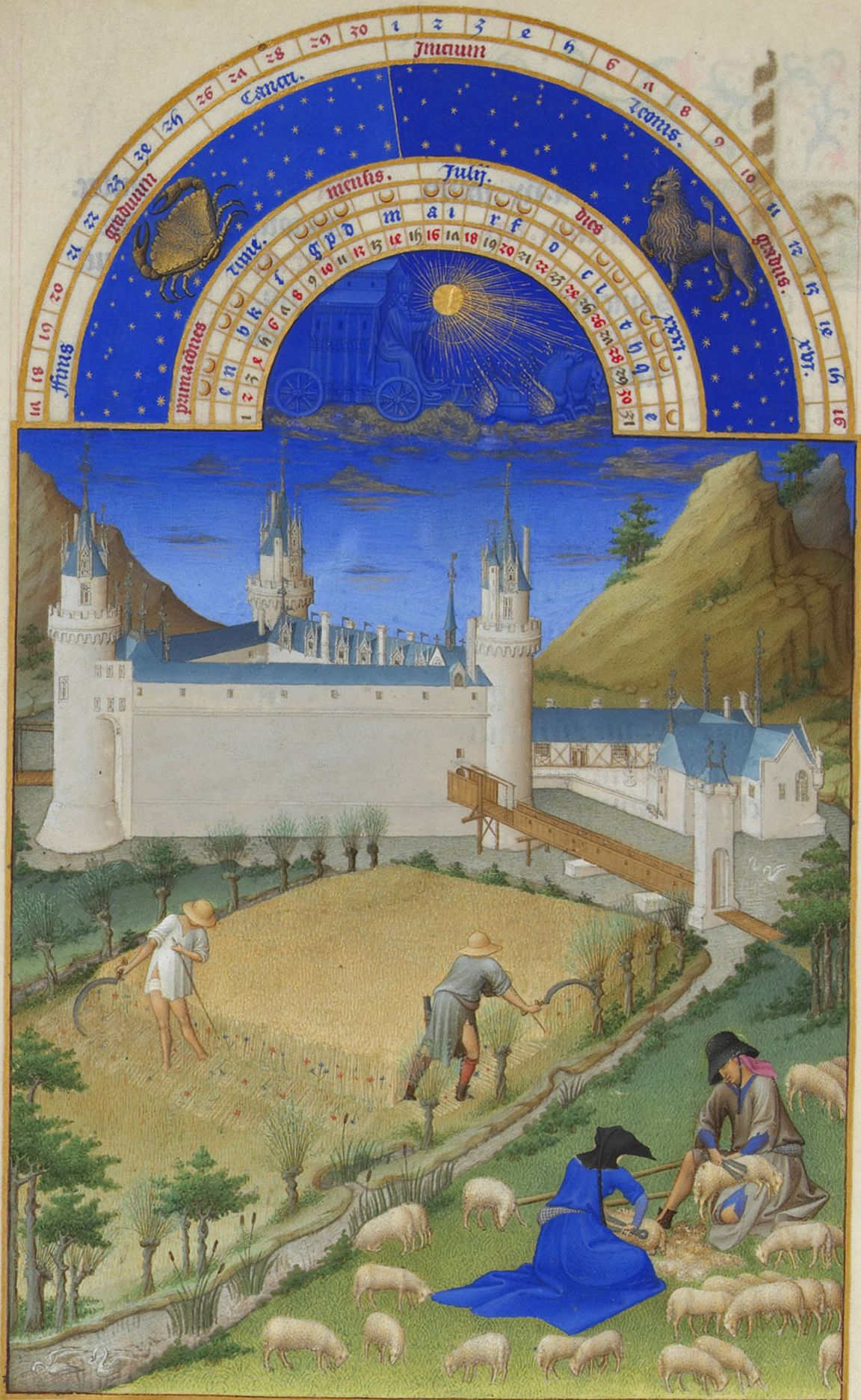
『ベリー公のいとも豪華なる時祷書』に描かれたポワチエの城

中世のポワチエは、軍事防衛の地で、フランスの権力中枢から地理的に遠かった。4世紀以来カトリック教会の司教座が置かれ、またポワトゥー伯爵の本拠地であり、代々のポワトゥー伯は公国内でのアキテーヌとポワトゥーの主要な派閥を形成していた。
9世紀、グラン＝リュ、大通りの名が憲章に記された。それはヨーロッパに残る通りの名称としては最古のものである。
コミューンをつくろうとする最初の試みは、近隣のまちや村がリーグをつくろうとし、1138年に住民が自治を宣言してからだった。まちは早速フランス王によって動きを止められた。アキテーヌ女公アリエノール・ダキテーヌは、突端全体を囲むように、12世紀に6000mの長さの新しい壁を築かせている。
ヘンリー2世の王子たちが父親に反逆していた頃、ポワチエのまちはイングランドに忠実であった。1175年に自治体憲章を得ることができたからだった · 。憲章は1199年にアリエノール・ダキテーヌが、そしてその後のフランス王たちが承認している。アリエノールもアキテーヌ公として働き、新たな市場をつくらせた。アリエノールが1204年に死去すると、まちは同年のうちにフィリップ2世が獲得した。
サンティアゴ・デ・コンポステーラの巡礼路がポワチエを通過しており、まちは多くの巡礼者を迎え入れ、彼らは聖ラドゴンドや聖イラリウスの遺物に信仰を捧げるためポワチエに滞在した。
14世紀、ポワチエはジャン2世の三男、ベリー公爵ジャン1世の領地だった。彼はポワチエのかつての伯爵たちが築いた中世の宮殿（ダンジョンや庭園を含む）をさらに飾り立てた。同様に彼は三角形の古い城を美しく直した。この城は写本『ベリー公のいとも豪華なる時祷書』の7月の項に描かれている。
1360年のブレティニー条約によって、ポワトゥーの都市はイングランド領となった。百年戦争の暗い時代、1418年には王国議会が置かれた。ポワチエは、フランス王国軍の指揮を行う以前のジャンヌ・ダルクが1429年に様子を観察している。王家から好まれたことと、首都パリを逃れてきた大勢の知識人の存在によって、ポワチエに1431年に大学が創設された。大学は15世紀末で約4000人の学生を抱えていた。

### 16世紀から革命まで

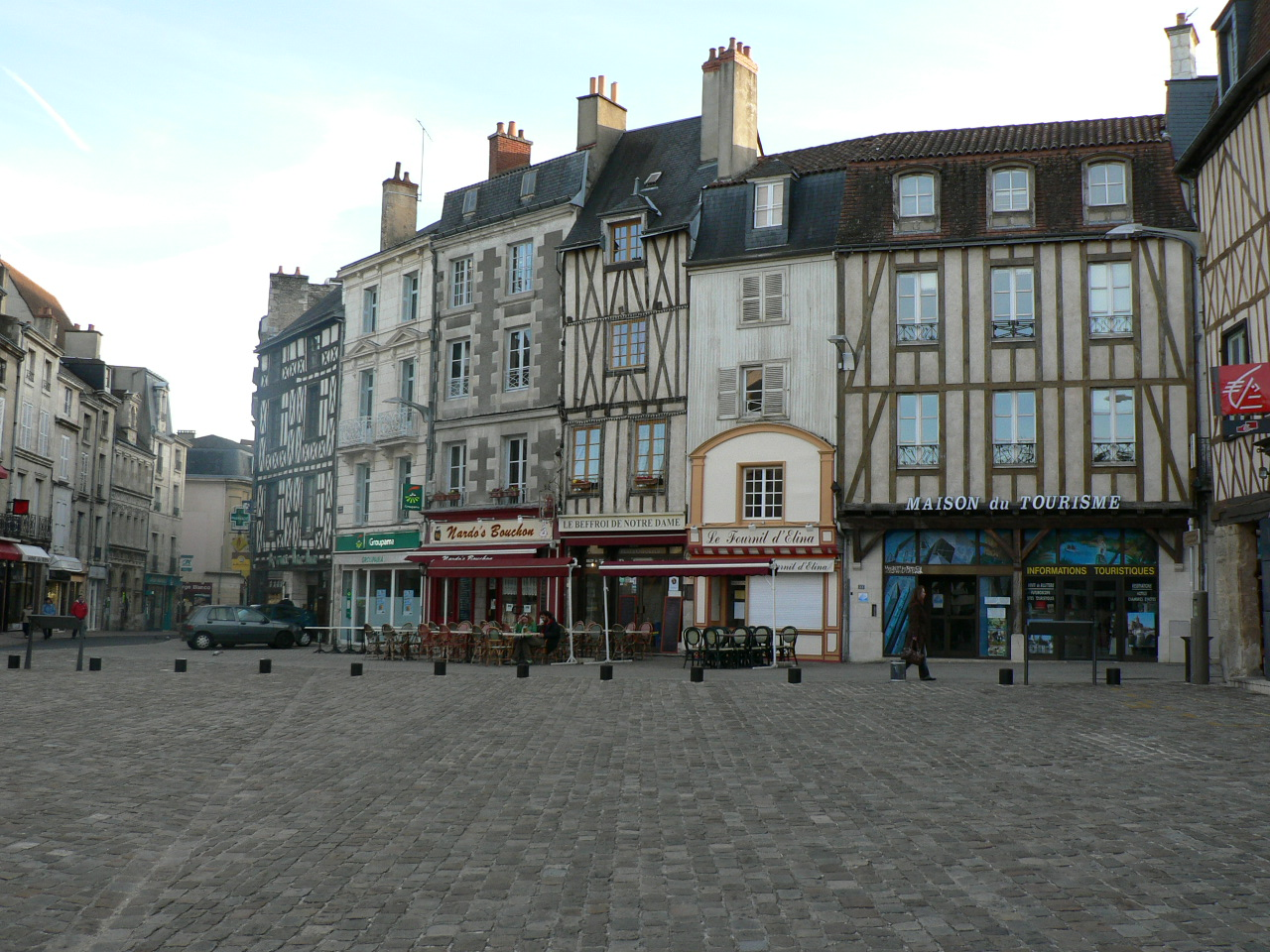
シャルル・ド・ゴール広場と古い町並み

ポワチエのまちはルネサンス時代に眠りに落ちた。実際には、古い砦の浅瀬に橋が架けられたりするなど、わずかに変化は見られた。
ジョアシャン・デュ・ベレー、ピエール・ド・ロンサールといった詩人たちは、パリへ向かう前にポワチエ大学で学んでいた。
ポワチエは行政機能の繁栄に向かっていった。王立裁判所、司教座、修道院、そしてポワトゥー統監の管理である。1750年から1784年にかけ、ブロサック子爵ポール・ド・ラ・ブルドネイエはフランス式庭園を作り上げた（現在はポワチエ公園となっている）。また、アリエノーヌ・ダキテーヌが作らせた城壁が壊され、壁のあった場所には大通りがつくられた。
アンシャン・レジーム時代には、非常に階級間対立があったにも関わらず、しばしば王が税を賦課すると、共通の敵に対して一時的な連帯が生まれた時期もあった。1676年には、高度に組織化された職業である肉屋が間接税に反対して反乱を起こした。彼らは都市の首長の支持を得ていた。

### 革命後
19世紀、多くの兵舎が建設され、ポワチエは駐屯地のまちとなった。鉄道駅は1850年代に築かれた。1899年にはまちにトラムのネットワークができた。
第二次世界大戦中の1944年6月13日、駅周辺が空爆にあった。
ポワチエのまちは1960年代以降、クロンネリーの集合住宅群の創設、トロワ・シテ地区の誕生、主要道路の設置で拡大した。1970年代には別の地区が開発された。その後まちの北東部に新しいバイパスができ、1980年代に完成した。都市化は1990年代から2000年代にかけ、東へ向けて進んだ。1970年代から、地方工業分散化（fr）の恩恵を受けて、ミシュランの工場が設置された（2006年閉鎖）。
1980年代後期、フランスは外国からの輸入超過の対策として、特定品目の輸入をポワティエ税関のみに限る政策を取った。導入に際して各国はこれを非難したが、フランス政府はこの抗議を省みず、当時、日本のマスコミなどでは、この非関税障壁の新設を「ポワティエの戦い」と呼んだ。後にこの制限は撤廃された。
現在のポワチエは先端技術開発と研究機関の集中する街である。

## 経済と交通
ポワチエにはヴィエンヌ県商工会議所が置かれている。
- 道路 - A10、国道10号線、国道11号線、国道149号線、国道147号線、国道151号線
- 鉄道 - ポワチエ駅。TERポワトゥー＝シャラント、TGVの路線あり。
- 空路 - ポワチエ＝ビアール空港

## 人口統計
2017年時点のコミューンの人口は88291人で、2012年当時の人口より0.74%増加した
| 1962年 | 1968年 | 1975年 | 1982年 | 1990年 | 1999年 | 2006年 | 2008年 | 2011年 | 2017年 |
| ------ | ------ | ------ | ------ | ------ | ------ | ------ | ------ | ------ | ------ |
| 62,178 | 70,681 | 81,313 | 79,350 | 78,894 | 83,448 | 88,776 | 89,282 | 87,961 | 88,291 |

参照元:1962年から1999年までは複数コミューンに住所登録をする者の重複分を除いたもの。それ以降は当該コミューンの人口統計によるもの。1999年までEHESS/Cassini、2006年以降INSEE

## 文化
ポワティエ近郊には、映像のテーマパーク、フュチュロスコープ（Futuroscope）がある。

## 気候
海に十分近いポワチエは、海洋性気候である。
| ポワチエの気候                                                           | ポワチエの気候 | ポワチエの気候 | ポワチエの気候 | ポワチエの気候 | ポワチエの気候 | ポワチエの気候 | ポワチエの気候 | ポワチエの気候 | ポワチエの気候 | ポワチエの気候 | ポワチエの気候 | ポワチエの気候 | ポワチエの気候 |
| 月                                                                       | 1月            | 2月            | 3月            | 4月            | 5月            | 6月            | 7月            | 8月            | 9月            | 10月           | 11月           | 12月           | 年             |
| ------------------------------------------------------------------------ | -------------- | -------------- | -------------- | -------------- | -------------- | -------------- | -------------- | -------------- | -------------- | -------------- | -------------- | -------------- | -------------- |
| 平均最高気温 °C （°F）                                                   | 7.6 (45.7)     | 9.4 (48.9)     | 12.4 (54.3)    | 14.8 (58.6)    | 18.9 (66)      | 22.3 (72.1)    | 25.4 (77.7)    | 25.4 (77.7)    | 21.9 (71.4)    | 16.9 (62.4)    | 11.2 (52.2)    | 8.4 (47.1)     | 16.2 (61.2)    |
| 日平均気温 °C （°F）                                                     | 4.5 (40.1)     | 5.5 (41.9)     | 7.6 (45.7)     | 9.7 (49.5)     | 13.7 (56.7)    | 16.7 (62.1)    | 19.4 (66.9)    | 19.2 (66.6)    | 16.2 (61.2)    | 12.2 (54)      | 7.4 (45.3)     | 5.3 (41.5)     | 11.5 (52.7)    |
| 平均最低気温 °C （°F）                                                   | 1.4 (34.5)     | 1.5 (34.7)     | 2.8 (37)       | 4.5 (40.1)     | 8.4 (47.1)     | 11.0 (51.8)    | 13.3 (55.9)    | 12.9 (55.2)    | 10.4 (50.7)    | 7.5 (45.5)     | 3.5 (38.3)     | 2.2 (36)       | 6.6 (43.9)     |
| 降水量 cm （inch）                                                       | 62.7 (24.69)   | 54.3 (21.38)   | 46.8 (18.43)   | 53.9 (21.22)   | 69.9 (27.52)   | 46.4 (18.27)   | 47.3 (18.62)   | 39.8 (15.67)   | 59 (23.2)      | 64.5 (25.39)   | 69.9 (27.52)   | 72.9 (28.7)    | 687.4 (270.63) |
| 出典：フランス気象局 - Stations météo de Poitiers · et Relevés 1971-2000 |                |                |                |                |                |                |                |                |                |                |                |                |                |

## 教育
ポワチエは、27,000人以上の学生を擁する学生の街である。
- ポワティエ大学 - 12学部、6研究機関を擁する。国立ポワチエ工学技術高等学院 （fr、略称はENSIP）はポワティエ大学のキャンパス内にある。
- パリ政治学院－ポワティエキャンパス
- 国立ポワチエ機械工学航空技術高等学院（fr） - は、かつてポワチエにあったが現在はフュテュロスコープ・テクノポールに移転している。

## 史跡
- サン＝ジャン洗礼堂 - 中心部は360年代に築かれている
- サント＝ラドゴンド教会 - ロマネスク様式
- サンティレール・ル・グラン教会
- ノートルダム・ラ・グランド教会
- サン＝ジャン＝ド＝モンティエルヌフ修道院
- サン＝ピエール＝ド＝ポワチエ大聖堂 - プランタジネット朝時代のゴシック様式。ポワチエ大司教座が置かれている。
- ポワトゥー伯・アキテーヌ公宮殿 - 現在はポワチエ裁判所
- オテル・フュメ - 16世紀ゴシック様式。現在はポワチエ大学所有

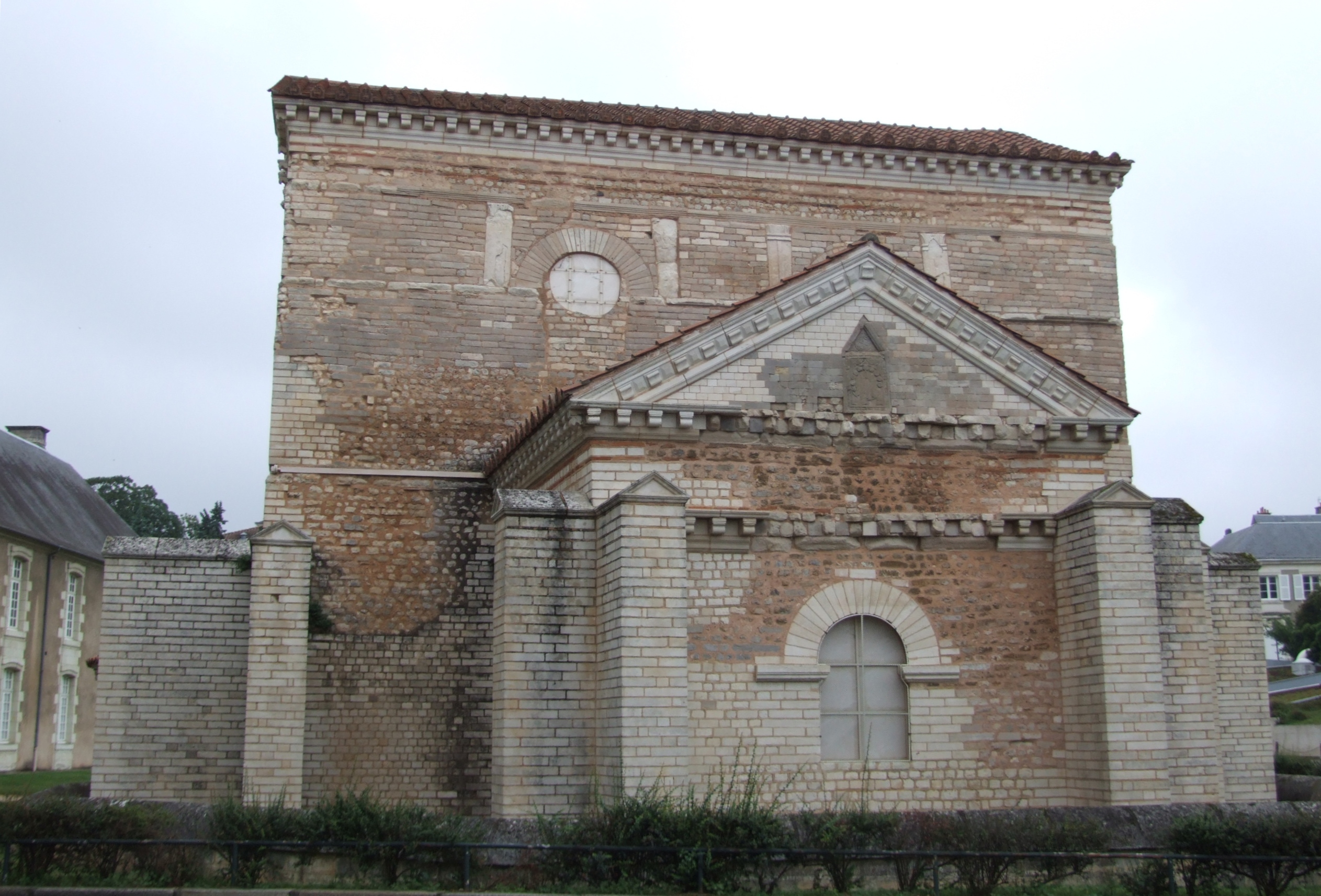
サン＝ジャン洗礼堂
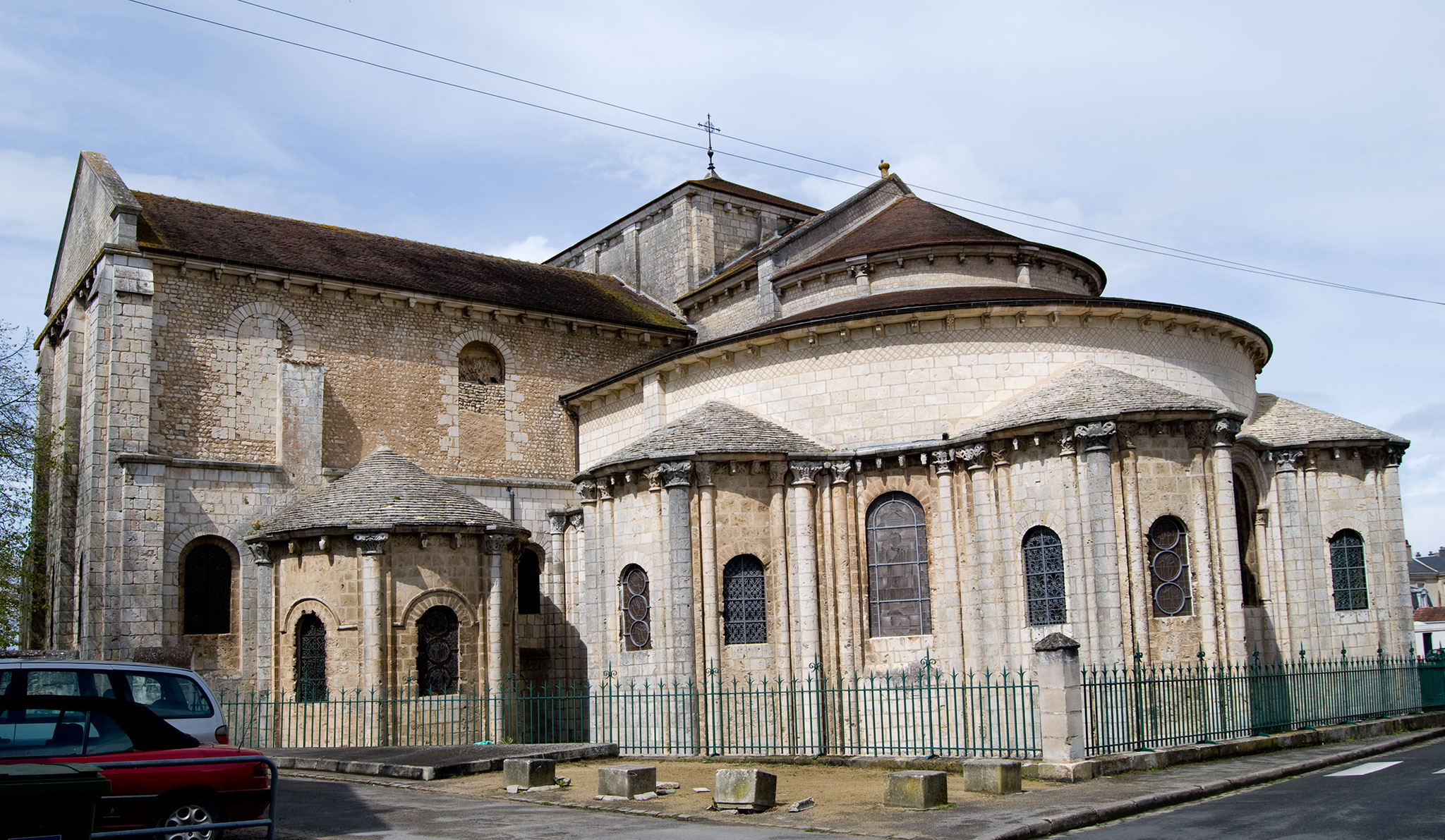
サンティレール・ル・グラン教会
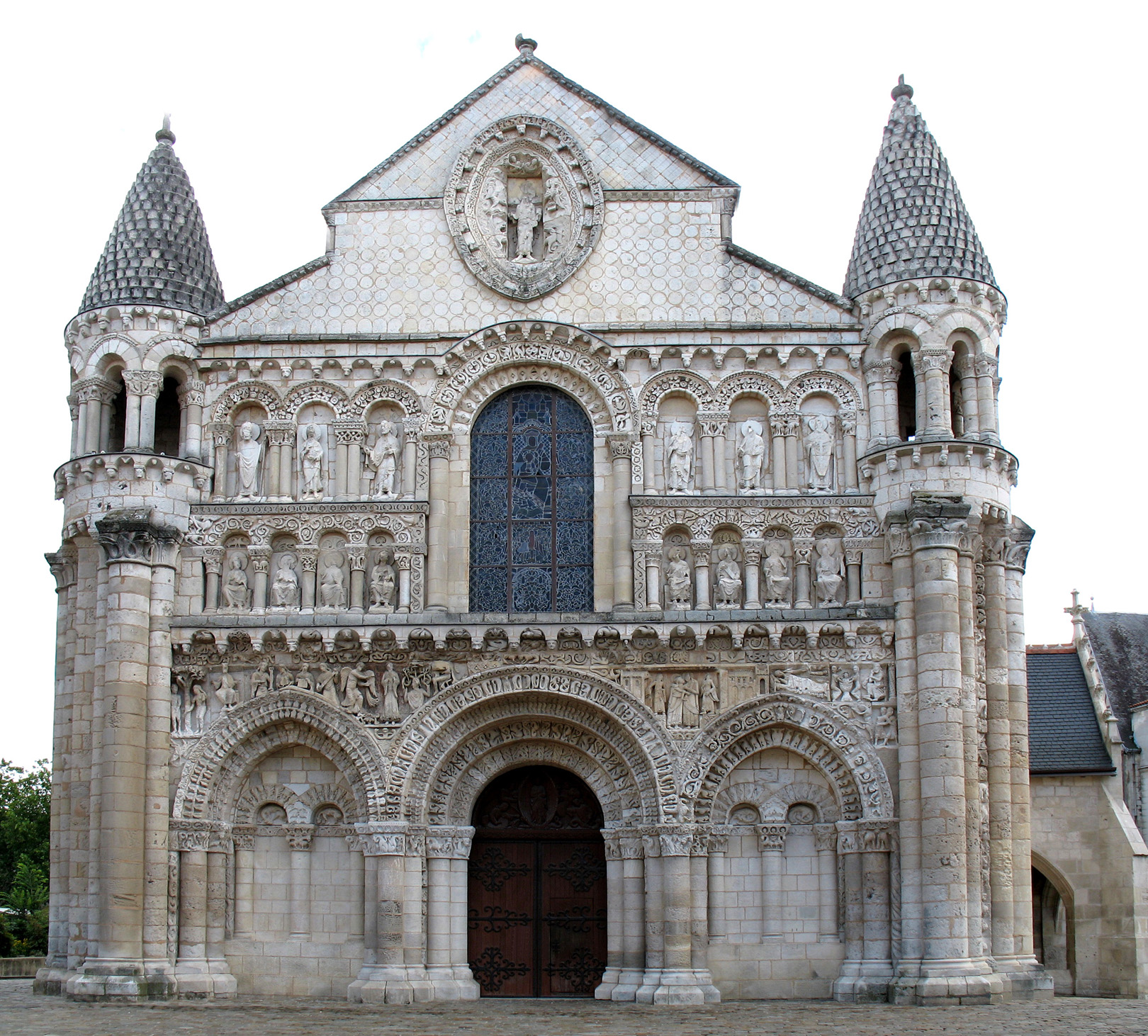
ノートルダム・ラ・グランド教会
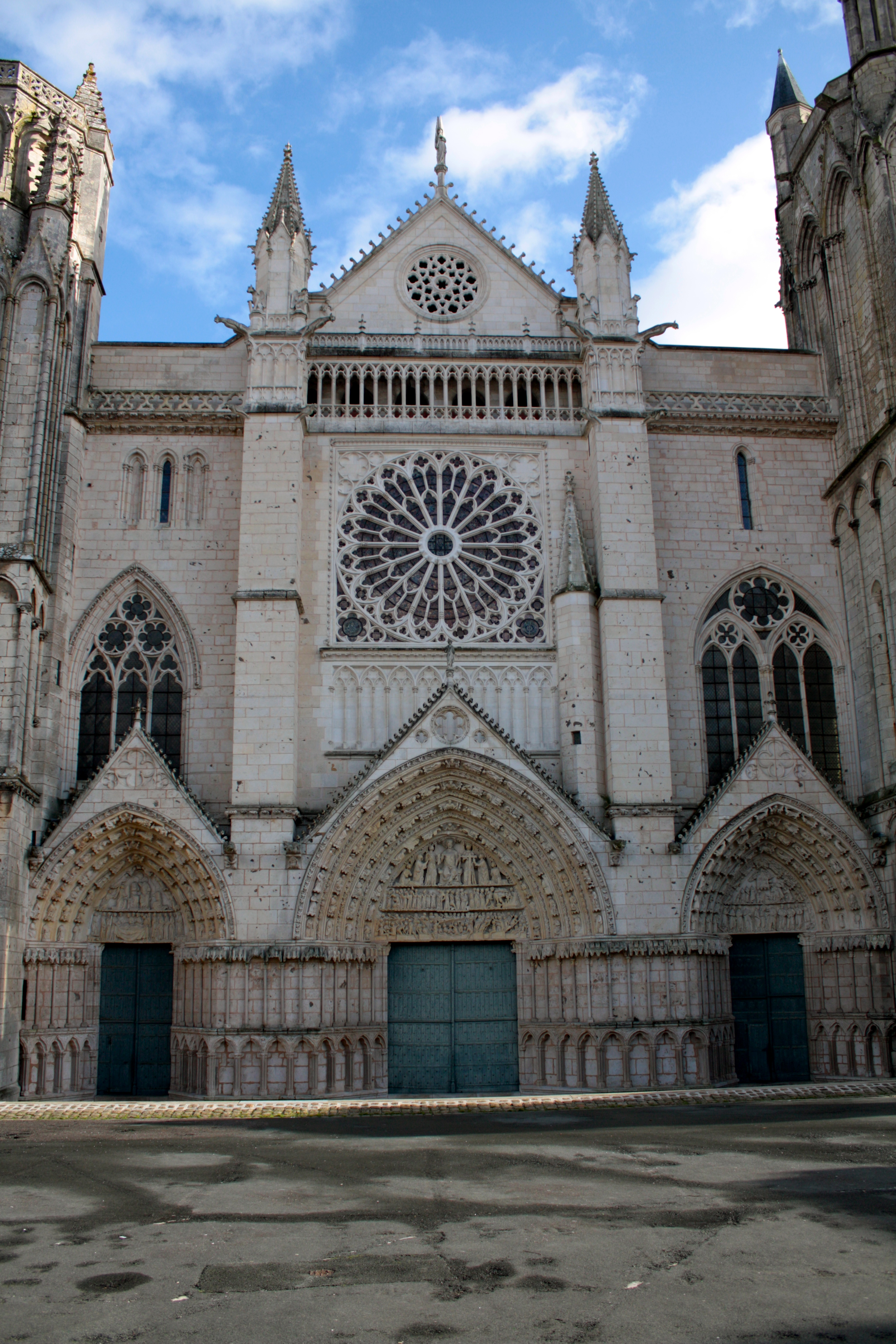
サン＝ピエール大聖堂
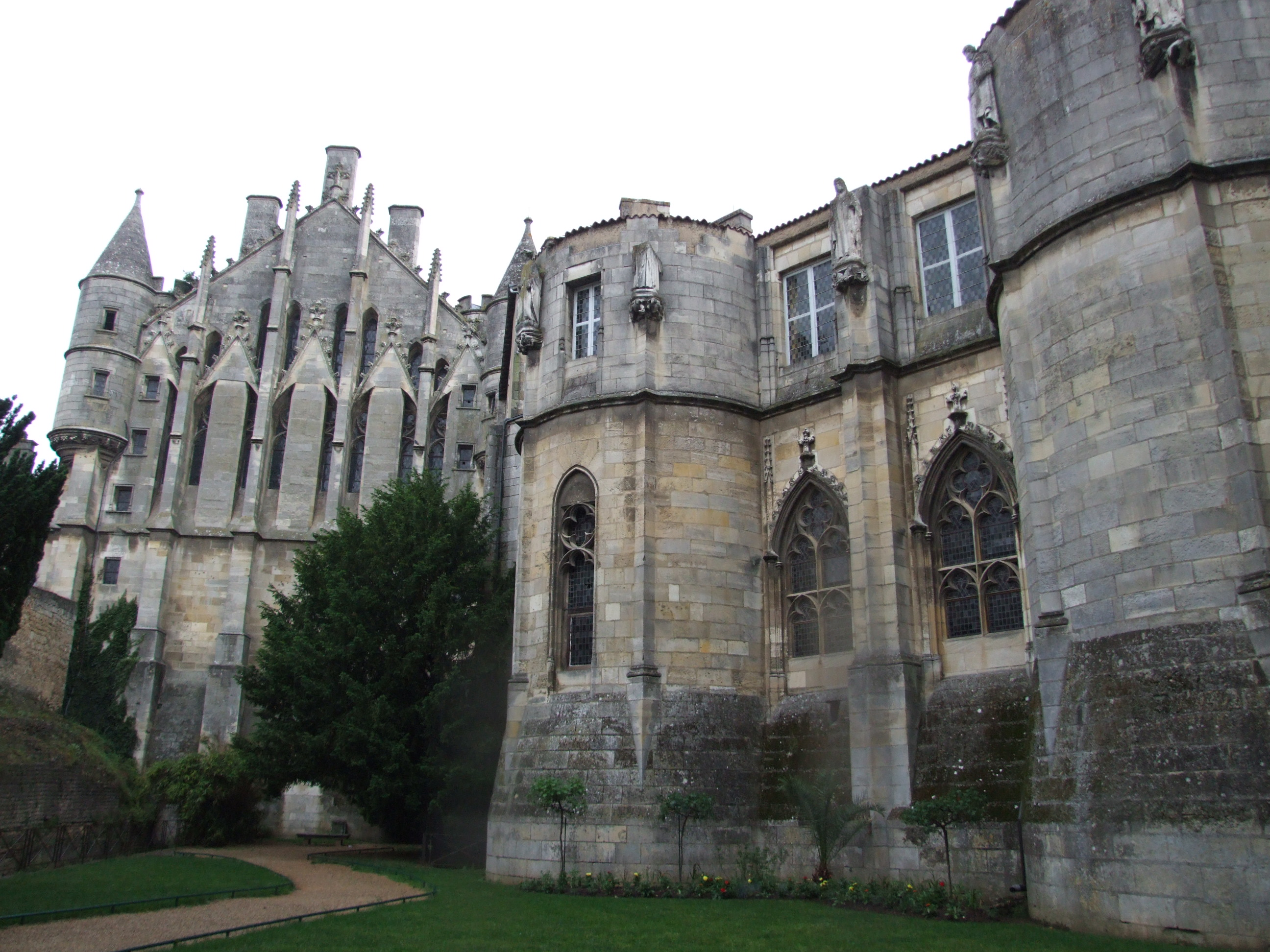
ポワトゥー伯・アキテーヌ公宮殿

## 姉妹都市
- ノーサンプトン、イギリス
- マールブルク・アン・デア・ラーン、ドイツ
- ラファイエット、アメリカ合衆国
- コインブラ、ポルトガル
- ヤロスラヴリ、ロシア
- ヤシ、ルーマニア
- エゲルスベルク、オーストリア

## 著名な出身者
- ポワティエのヒラリウス - ラテン教父
- ミシェル・フーコー - 哲学者
- ブライアン・ジュベール - フィギュアスケート選手、2007年世界フィギュアスケート選手権優勝者
- ジャン＝ピエール・ラファラン - 政治家、元首相
- ジョエル・ロブション - シェフ
- ジャン＝ピエール・ティオレ - 作家
- リオネル・シャルボニエ - サッカー選手、1998 FIFAワールドカップ優勝メンバー